# Dominik Horvath
Dominik Horvath (* 29. August 2003 in Eisenstadt) ist ein österreichischer Schachgroßmeister.

## Leben
Dominik Horvath wurde am 29. August 2003 geboren und wuchs in Kleinhöflein, einem Ortsteil der burgenländischen Landeshauptstadt Eisenstadt, auf. Die Teilnahme an einem Schachkurs in der Volksschule Kleinhöflein, bei dem er als Achtjähriger eine große Begeisterung für den Denksport entwickelte, sollte sich prägend auf seinen weiteren Lebensweg auswirken. Bereits als Kind konnte er durch seine Leistungen als Schachspieler beeindrucken. Der burgenländische Landeshauptmann Hans Niessl lud ihn im Alter von 10 Jahren in sein Büro ein und ließ sich publikumswirksam mit ihm beim Schachspiel ablichten. Obwohl Dominik Horvath weiterhin auch als Jugendlicher mit aufwendigem Training und zahlreichen Wettkampfteilnahmen seine Karriere als Schachspieler verfolgte, absolvierte er das Gymnasium der Diözese Eisenstadt Wolfgarten, wo er 2022 die Matura ablegte.
Nach Erwerb zahlreicher burgenländischer und österreichischer Titel war er im Jahr 2016 FIDE-Meister (FM) und im Jahr 2018 Internationaler Meister (IM) geworden. Die erste Großmeisternorm hatte er 2021 in Island, die zweite Großmeisternorm 2023 in Frankreich und die dritte Großmeisternorm 2023 in Kroatien erworben. Zwei Jahre nach Absolvierung des Gymnasiums wurde er 2024 Schachgroßmeister. Er ist der erste Burgenländer, der diesen Titel trägt.
Bei der Schacholympiade 2022 war Dominik Horvath als Ersatzspieler seines Landes aufgestellt, kam jedoch in allen elf Runden zum Einsatz und erreichte hervorragende acht Punkte. Für die Schacholympiade 2024 war er an Brett 2 aufgestellt. 2025 wurde er österreichischer Staatsmeister.
Nach dem FIDE-Ranking belegt Dominik Horvath mit 2529 Elo-Punkten unter den österreichischen Schachspielern Rang 4 und international unter den aktiven Schachspielern Rang 441 (Stand: Juli 2025).